# Železniční trať Gryfów Śląski – Jindřichovice pod Smrkem
Železniční trať Gryfów Śląski – Jindřichovice pod Smrkem je bývalá normálněrozchodná neelektrifikovaná mezistátní trať spojující dnešní polské město Gryfów Śląski, které se v době provozu na trati jmenovalo Greiffenberg a bylo součástí německého Pruska, s Jindřichovicemi pod Smrkem ležícími na severu České republiky ve Frýdlantském výběžku. Trať procházela městem Mirsk, kde z ní odbočovala železnice do dnešní obce Świeradów-Zdrój.

## Historie
Trať spojovala Frýdlantsko s městem Greiffenberg, kterým procházela Hornoslezská dráha prince Viléma. Tímto spojením získali průmyslníci na Frýdlantsku možnost obchodovat i se vzdálenějšími regiony v Pruském Slezsku. Vedle nákladních vlaků trať využívaly též osobní vlaky, které přivážely turisty a lázeňské hosty do lázní či do podhůří Jizerských hor.
Hraniční přechod Jindřichovice – Meffersdorf byl zakotven v mezistátní smlouvě mezi Rakouskem-Uherskem a Pruskem podepsané 20. listopadu 1902. Provoz na trati byl však zahájen až 1. listopadu 1904 a celou trať spravovaly Pruské královské dráhy (Königlich Preußische EisenbahnVerwaltung, ve zkratce KPEV). Její vlaky zajížděly až do Jindřichovic, kde cestující museli vystoupit a během přestupu do navazujících vlaků provozovaných Frýdlantskými okresními drahami absolvovali také celní a pasovou kontrolu. Dále pak pokračovali vlakem po trati směrem na Frýdlant. Ta byla v provozu již od 2. srpna 1902. Důvodem přestupu v Jindřichovicích byla vysoká hmotnost pruských lokomotiv, jimž technické parametry kolejí na české straně nedovolovaly jízdu po síti tratí Frýdlantských okresních drah.
Hraniční přechod fungoval i po vzniku Československé republiky v říjnu 1918, i po zestátnění dopravce na českém území, tedy Frýdlantských okresních drah, k němuž došlo na přelomu let 1924 a 1925. Od října 1938 připadlo území Frýdlantska podle Mnichovské dohody nacistickému Německu a trať spadala pod správu Německých říšských drah (pod ředitelství v Drážďanech). To přineslo nárůst provozu osobních vlaků z původních šesti na devět v každém směru. K útlumu provozu došlo až ke konci války v květnu 1945. Válečné operace ovšem trať příliš nepoškodily.
Po válce připadla na základě jednání na jaltské konferenci původní německá oblast, kudy vedla tato železniční trať, Polsku. Jeho představitelé však neměli o zachování provozu hraničního přechodu zájem. Proto došlo k zastavení mezistátního provozu a k postupnému snesení kolejnic v okolí státní hranice. Na československém území tak vlaky jezdily jen do Jindřichovic pod Smrkem, kde z místního textilního závodu vznikla betonárka, jež se následně přeměnila na skladiště vlny. Na polské straně končila trať v poslední stanici před státní hranicí, ve Wolimierzi (dříve Volkersdorf).
Ke dni 1. července 1987 došlo k ukončení provozu po trati v úseku z Mirsku do Pobiedny. Úředně likvidace polské trati proběhla během roku 1991 během následujícího roku došlo k rozebrání jejích zbytků. Na zbývajícím úseku polské trati byl ukončen provoz v roce 1996.